# کودتای ۲۰۲۱ میانمار
کودتای ۲۰۲۱ میانمار 
(به برمه‌ای: ၂၀၂၁ မြန်မာနိုင်ငံစစ်အာဏာသိမ်းခံရခြင်း) در صبح روز ۱ فوریه ۲۰۲۱ برابر با ۱۳ بهمن ۱۳۹۹ زمانی که آنگ سان سو چی مشاور دولت و رئیس‌جمهور وین میینت و سایر رهبران حزب حاکم توسط ارتش میانمار (تاتماداو) بازداشت شدند، آغاز شد.
نظامیان بعد از شکست در انتخابات پارلمانی اخیر، دولت را به تقلب در انتخابات متهم کردند.
- نظامیان که اکنون کنترل را در میانمار به دست دارند دست کم برای یک سال وضعیت فوق‌العاده اعلام کرده‌اند و تصاویر از حضور گسترده نیروهای نظامی در نقاط مختلف این کشور حکایت دارد.
- سازمان ملل متحد و بریتانیا هم کودتا را قویاً محکوم و خواستار آزادی خانم سوچی و هم‌حزبی‌های او شده‌اند.
- ارتش میانمار مدعی است که انتخابات اخیر در این کشور که به پیروزی قاطع حزب خانم سوچی انجامید، مخدوش و نتایج آن قابل قبول نیست.[۱۱]
- خانم سوچی با رد ادعا ارتش از حامیان خود خواسته که به خیابان‌ها بیایند و حکومت نظامی و قوانین منع آمد و شد را رعایت نکنند. او در نامه‌ای که قبل از بازداشت از سوی کودتاچیان نوشته به مردم میانمار و حامیانش هشدار داده که اعمال نظامیان این کشور را به دوران دیکتاتوری بازخواهد گرداند.

## سابقه کودتاهای نظامی
از زمان استقلال میانمار در سال ۱۹۴۸ ارتش تقریباً پنج دهه بر کشور حاکم بوده‌است. در سال‌های ۱۹۶۲ و ۱۹۸۸ در این کشور کودتاهای نظامی صورت گرفت.
آنگ سان سوچی ۷۵ ساله در دوران دیکتاتوری نظامی در برمه مجموعاً ۱۵ سال در زندان و حبس خانگی بود. او پس از رسیدن به قدرت در سال ۲۰۱۵، به دلیل سکوت و همراهی در سرکوب اقلیت روهینگیا و نیز انجام ندادن وعده اصلاحات دموکراتیک، در سطح بین‌المللی بسیار مورد انتقاد قرار داشت.
کودتای ارتش میانمار با خشم و اعتراض جهانیان مواجه شده‌است. حتی چین، متحد ارتش میانمار از وقوع کودتای ارتش ابراز نگرانی کرده‌است.

## رویدادها

### دوم فوریه ۲۰۲۱
برابر با ۱۴ بهمن ۹۹:
- ارتش با اعلام نام وزیران و مقام‌های جایگزین، در حال تشکیل یک دولت جدید است.
- در یانگون، اصلی‌ترین شهر این کشور، شهروندان به رسانه‌ها گفته‌اند در شوک و نگرانی به سر می‌برند و از این که تمام تلاش‌هایشان برای برقراری یک نظام دموکراتیک از بین رفته، غمگین‌اند.
- بنابر اعلام ارتش میانمار، قدرت به مین آنگ هلینگ، فرمانده کل ارتش منتقل شده‌است.
- مین آونگ هلاینگ شورای اداری ایالتی را با ۱۱ عضو به عنوان هیئت اجرایی اجرایی تأسیس کرد.[۱۳]

### سوم فوریه
برابر با ۱۵ بهمن ۹۹:
پلیس میانمار پس از حمله به منزل آنگ سان سوچی در پایتخت، علیه وی اتهام نقض قانون صادرات و واردات و همچنین اتهام واردات وسایل ارتباطی بدون مجوز که توسط نیروی‌های امنیتی وی مورد استفاده قرار گرفته بود، پرونده‌های کیفری تشکیل داد.
در همین حال، وین میینت به نقض قانون مدیریت بلایای طبیعی متهم شده‌است، مخصوصاً به دلیلراه اندازی کاروان تبلیغاتی در سپتامبر ۲۰۲۰، و در نتیجه نقض قوانین علیه تبلیغات انتخاباتی در طی بیماری همه گیر کووید ۱۹.

### ششم فوریه
برابر با ۱۷ بهمن ۹۹:
- مخالفان کودتا در یانگون، بزرگ‌ترین شهر میانمار و ماندالای، از شهرهای عمده در این کشور تظاهرات کردند. این تظاهرات به وسیله گروه‌های دانشجویی و کارگری ترتیب داده شده بود و معترضان در آن شعارهایی علیه حکومت نظامی سر دادند. آنها همچنین خواستار آزادی فوری آنگ سان سوچی، رهبر اتحادیه ملی دموکراسی و دیگران سیاستمداران زندانی شدند. پلیس ضدشورش با بستن خیابان‌های اصلی حرکت تظاهرکنندگان در خیابان‌های مرکزی را دچار مشکل کرد. هنوز از تعداد نفرات بازداشت شده در این تظاهرات آماری خارج نشده‌است.[۱۵]
- همزمان با تظاهرات روز شنبه مخالفان حکومت نظامی در میانمار، دسترسی به اینترنت در این کشور مسدود شده‌است.

به گزارش مؤسسه نت بلاکس، از سازمان‌های ناظر بر اینترنت در جهان، ترافیک اینترنت در میانمار به شانزده درصد حالت معمول کاهش یافته‌است.
به گفته تحلیل‌گران، نظامیان قصد دارند با مسدود کردن اینترنت مانع از انتشار اخبار مربوط به تظاهرات مخالفان شوند.
- قطع کامل اینترنت دسترسی به شبکه‌های اجتماعی از طریق نرم‌افزارهای فیلترشکن را مشکل کرده‌است،[۱۶] شان ترنل، مشاور اقتصادی استرالیا در دولت وین میینت دستگیر شد.[۱۷]

### هشت فوریه
برابر با ۱۹ بهمن ۹۹:
- در ۸ فوریه، دولت نظامی دستورهایی را صادر کرد که از ساعت ۸ شب تا ۴ بامداد در یانگون و سایر شهرهای بزرگ منع رفت‌وآمد منع شود و تجمع ۵ نفر یا بیشتر در اماکن عمومی را محدود کند.[۱۸]

### نهم فوریه
برابر با ۲۰ بهمن ۹۹:
- در ۹ فوریه، پلیس میانمار به مقر NLD در یانگون حمله کرد.[۱۹]

### دوازده فوریه
برابر با ۲۳ بهمن ۹۹:
- در ۱۲ فوریه[۲۰]، در نیمه شب، اعضای ارتش و پلیس میانمار وزرای دولت، مقامات انتخابات، اعضای ارشد NLD، فعالان و یک ژنرال سابق را دستگیر کردند[۲۱]

## واکنش‌ها
بسیاری از دولت‌ها در سراسر جهان کودتا در میانمار را محکوم کردند.
آنتونیو گوترش دبیرکل سازمان ملل متحد نیز بازداشت آنگ سان سوچی و دیگر رهبران غیرنظامی را در میانمار به شدت محکوم کرد. او از ارتش خواست که به خواست مردم احترام بگذارند.
آمریکا، ژاپن، هند و اتحادیه اروپا از مقامات این کشور خواسته‌اند که به دموکراسی احترام بگذارند.
چارلز میشل، رئیس شورای اتحادیه اروپا خواستار آزادی همه کسانی است که به‌طور غیرقانونی در سراسر کشور دستگیر شده‌اند. آقای میشل تأکید کرد «باید به نتیجه انتخابات احترام گذاشته شود.»
جوزپ بورل، مسئول سیاست خارجی اتحادیه اروپا نیز در توییتر نوشت مردم میانمار خواهان دموکراسی هستند و اتحادیه اروپا در کنار آنها ایستاده‌است.